# My Sassy Girl (serie de televisión)
My Sassy Girl (en hangul, 엽기적인 그녀; romanización revisada, Yeopgijeogin Geunyeo) es una serie sageuk surcoreana protagonizada por Joo Won, Oh Yeon seo, Lee Jung-shin y Kim Yoon-hye, basada en la película My Sassy Girl (2001) de Kwak Jae-yong, pero ambientada en la época de la dinastía Joseon. Se transmitió a través de SBS del 29 de mayo al 18 de julio de 2017, los lunes y martes a las 22:00 (KST) con 32 episodios en total. En 2022, se emitió en el servicio de streaming HBO Max.

## Sinopsis
Historia de amor entre el frío erudito de ciudad Gyeon Woo  (Joo Won) conocido como «el tesoro nacional de Joseon» y la alocada princesa Hye-myung (Oh Yeon-seo) de la dinastía Joseon.

## Elenco

### Principal
- Joo Won como Gyeon-woo.[8][9]
  - Jeon Jin-seo como Gyeon-woo (de joven).
- Oh Yeon-seo como la princesa Hye-myung.[10][11]
- Lee Jung-shin como Kang Joon-young.[12]
- Kim Yoon-hye como Jung Da-yeon.[13]

### Reparto

#### Personas en el Palacio
- Son Chang-min como el rey Hwijong.
- Yoon Se-ah como la reina Park.
- Yoon So-jung.
- Choi Ro-woon.
- Ryu Dam como Young-shin.
- Tae Mi como Byeol-i.
- Lee Kyung-hwa reina depuesta Han.
- Hong Ye-seo como dama de la corte Bang.

#### Familia de Gyeon Woo
- Jo Hee-bong como Gyeon Pil-hyung.
- Jang Young-nam como Lady Heo.
- Jung Da-bin como Gyeon Hee.[14]

#### Ministros
- Jung Woong-in como Jung Ki-joon.
- Oh Hee-jung como Min Yu-hwan.
- Kim Byeong-ok como Park Sun-jae.
- Kang Shin-hyo como Wol-myung.[15]
- Park Geun-soo.
- Kim Young-suk.

### Otros
- Shim Hyung-tak como Choon-poong.
- Kwak Hee-sung como Park Chang-whi.
- Lee Si-eon como Bang Se-ho.
- Seol Jung-hwan como Maeng Kwang-soo.
- Park Young-soo como Hwang-ga.
- Seo Eun-ah como Mal-geum.
- Han Ji-woo como Bu-yong.
- Kim Yang-woo como do-chi.
- Jung Da-sol como so-yong.
- Na Hye-mi como Bo-young.
- Kris Sun (孙祖君) como príncipe Qing Darhan.
- Susanna Noh como Sun-kyung.[16]
- Son Ji-yoon como Yoon-ji.
- Ko Min-seo como Sun-kyung.[16]
- Lee Je-yeon como Young-cheol.
- Lee Si-kang como Sang-soo.
- Jung Tae-in.
- Go Min-si.

### Cameos
- Kim Min-joon como el príncipe Choosung.
- Jo Jae-ryong como carnicero.

## Producción
La serie es una de tipo sageuk juvenil después del éxito de Love in the Moonlight (2016) protagonizada Park Bo-gum y Kim Yoo-jung. Este proyecto marcó la segunda colaboración entre el actor Joo Won y el director Oh Jin-seok, después Yong-pal (2015). La primera lectura del guion tuvo lugar el 27 de agosto de 2016. My Sassy Girl fue plenamente pre-producida. La filmación empezó en agosto de 2016 y terminó el 7 de marzo de 2017. La actriz Kim Ju-hyeon fue seleccionada como protagonista a través de audiciones, pero fue finalmente reemplazada por Oh Yeon-seo.